# Soubotiv

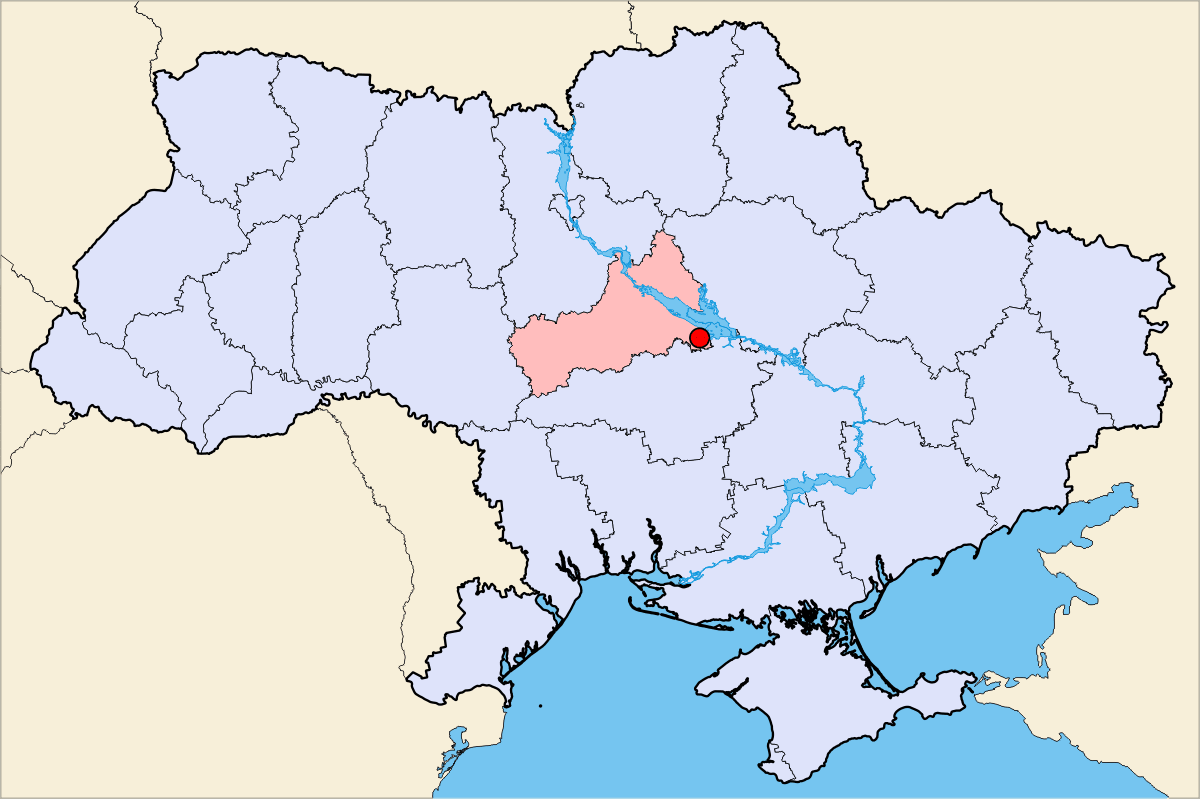
Localisation de Soubotov

Soubotov, ou Soubotiv (en ukrainien: Суботів; en russe : Суботов; en polonais: Subotów) est un village du centre de l'Ukraine qui est le lieu de naissance et de sépulture de l'hetman Khmelnytsky. Il se trouve à 7 kilomètres de Tchiguirine. Sa population, en baisse, est d'environ 579 habitants en 2023.

## Histoire
C'est le père de Khmelnytsky, Mikhaïl, qui reçoit en fief ce domaine inhabité des mains de l'hetman Stanisław Żółkiewski, en 1616, qui se trouve au bord de la rivière Tiasmine (affluent du Dniepr). Dans les années 1630, la famille Khmelnytsky y a déjà installé plusieurs familles de paysans, ce qui en fait un domaine agricole prospère, avec des fermes et un moulin. Plus tard Bogdan Khmelnytsky demande et obtient du roi Ladislas IV des terres steppiques de l'autre côté de la rivière qui sont déjà peuplées de paysans. Ceux-ci doivent donc désormais verser une dîme à la famille Khmelnytsky qui agrandit donc ses terres. Cette partie du domaine comprenait des pâturages, des granges et même une auberge. C'est là que naquit Iouri Khmelnytsky de sa première épouse Anna Somko.
L'hetman Khmelnytsky fait construire l'église Saint-Élie en 1653-1656, juste en face de son manoir. C'est ici qu'il est enterré avec sa deuxième épouse, Hélène. La région, après le départ des Polonais, fait désormais partie de l'Empire russe.
En 1808, il y avait 1 158 habitants au village; en 1863, 2 419. Le village est peu troublé par la révolution de 1917 et il est occupé par l'armée austro-allemande pendant l'année 1918. L'armée des Blancs de Denikine y arrive en 1919, bientôt chassée par les nationalistes ukrainiens encadrés par des officiers allemands. C'est au début de l'année 1920 qu'ils sont battus par l'Armée rouge. Les paysans sont organisés en une coopérative agricole (artel) en 1921, intégrée ensuite en un kolkhoze. L'organisation de jeunesse des Komsomols y ouvre une section locale en 1924. Le village compte 688 foyers et 1 452 habitants en 1930. Soubotov est occupée par la Wehrmacht, le 7 août 1941 pendant l'opération Barbarossa qui provoque l'invasion de l'URSS. Neuf habitants sont fusillés à l'entrée des troupes allemandes. Soubotov est libérée le 12 décembre 1943 par les troupes, commandée par le général Ivan Galanine (1899-1958), de l'Armée rouge de la IVe armée de garde du 2e front ukrainien. Quatre cent-trente-cinq hommes du village ont participé aux combats de la Grande Guerre patriotique (nom donné par les Soviétiques au front de l'Est de la Seconde Guerre mondiale) et cent-trente y ont trouvé la mort. Un petit cimetière militaire de quarante-trois sépultures de soldats tombés dans les environs se trouve au village.
Un buste de Khmelnytsky est inauguré en 1954 sur la place en face de la mairie. Le village comprend un petit musée historique.

## Fouilles
Les environs font l'objet de fouilles menées par l'institut archéologique allemand. En effet des restes datant de l'âge du bronze y ont été découverts, puis des vestiges de peuplement slave et de la Russie kiévienne.